# Thomas Retzmann
Thomas Retzmann (* 1963 in Karbach) ist ein deutscher Ökonom, Wirtschaftspädagoge und Hochschullehrer.

## Leben
Nach einer Ausbildung zum Industriekaufmann folgte von 1982 bis 1988 ein Studium der Wirtschaftswissenschaften an der Gesamthochschule Siegen sowie ein Studium der Wirtschaftspädagogik an der Universität zu Köln, das Retzmann 1988 als Diplom-Handelslehrer abschloss. Anschließend war er bis 1995 Wissenschaftlicher Mitarbeiter in Köln. Dort erfolgte 1994 die Promotion zum Dr. rer. pol. an der wirtschafts- und sozialwissenschaftlichen Fakultät mit der preisgekrönten Dissertation Wirtschaftsethik und Wirtschaftspädagogik. Eine fachdidaktische Analyse von Möglichkeiten zur Förderung der moralischen Urteils- und Handlungskompetenz von Führungskräften. Retzmann wechselte als Wissenschaftlicher Assistent an den Lehrstuhl für Wirtschaftswissenschaften und die Didaktik der Wirtschafts- und Sozialwissenschaften an die Universität Bielefeld und blieb dort bis 2001.
2002 wurde Retzmann Direktor der Pfalzakademie in Lambrecht. 2003 erfolgte dann seine Habilitation an der philosophischen Fakultät der Christian-Albrechts-Universität zu Kiel mit der Arbeit Didaktik der berufsmoralischen Bildung in Wirtschaft und Verwaltung. Als Privatdozent war er in Kiel tätig und übernahm Lehrstuhlvertretungen an der Martin-Luther-Universität Halle-Wittenberg 2003/2004 sowie 2004 bis 2006 an der Pädagogischen Hochschule Schwäbisch Gmünd. 2004 war er zusätzlich Dozent an der Cologne Business School und an der Hochschule Fresenius in Köln. 2006 wurde Retzmann dann die Professur für Ökonomie und ihre Didaktik an der Pädagogischen Hochschule Schwäbisch Gmünd übertragen, die er bereits seit 2004 vertrat. 2008 folgte er dann einem Ruf auf den Lehrstuhl für Wirtschaftswissenschaften und Didaktik der Wirtschaftslehre der Fakultät für Wirtschaftswissenschaften an die Universität Duisburg-Essen.
Retzmann ist Gründer und Leiter des Forums Wirtschaftsethik und berufliche Bildung im Deutschen Netzwerk Wirtschaftsethik. Seit 1997 ist er außerdem Mitglied der Deutschen Gesellschaft für Ökonomische Bildung, in deren Vorstand er 2004 gewählt wurde und der er seit 2009 als 1. Vorsitzender vorsteht.

## Forschungsschwerpunkte
Zu den Forschungsschwerpunkten Retzmanns zählt die Wirtschaftspädagogik, insbesondere ökonomische Allgemeinbildung und kaufmännische Berufsbildung, Kompetenzmodelle und Standards der ökonomischen Bildung, die finanzielle Bildung, die Entrepreneurship Education sowie komplexe Lehr-Lern-Arrangements für die ökonomische und berufliche Bildung. Ein weiterer Schwerpunkt liegt bei ihm auf Moral und Ethik im Wirtschaftshandeln, so zum Beispiel auf der berufsmoralischen Bildung in Wirtschaft und Verwaltung und allgemein Wirtschafts- und Unternehmensethik in Theorie und Praxis.

## Auszeichnungen
- 1996 Max-Weber-Preis für Wirtschaftsethik für seine Dissertation[2]
- 2012 Schul-/Lehrbuchpreis des Max-Weber-Preises für Wirtschaftsethik für das Projekt „ethos – Wirtschafts- und Unternehmensethik in der ökonomischen und politischen Bildung“[3]

## Publikationen (Auswahl)
- Wirtschaftsethik und Wirtschaftspädagogik: eine fachdidaktische Analyse von Möglichkeiten zur Förderung der moralischen Urteils- und Handlungskompetenz von Führungskräften. Köln 1994: Botermann und Botermann. ISBN 3-88105-156-2.
- Ausbildungsbeginn und Ausbildungsverlauf. Laasphe i. Westf. 1996: Carl. ISBN 3-88149-079-5.
- Das doppelte Qualitätsproblem des Berufsausbildungsvertrages. Kieler Berichte, Neue Folge Nr. 11. Kiel 2004: Inst. für Pädagogik.
- Didaktik der berufsmoralischen Bildung in Wirtschaft und Verwaltung: eine fachdidaktische Studie zur Innovation der kaufmännischen Berufsbildung. Norderstedt 2006: Books on Demand GmbH. ISBN 978-3-8334-6376-1.
- mit Volker Bank: Fachkompetenz von Wirtschaftslehrern: Grundlagen und Befunde einer Weiterbildungsbedarfsanalyse. Schwalbach/Ts. 2012: Wochenschau-Verlag. ISBN 978-3-89974-799-7.